# Die Abenteuer von Freddy Lombard
Die Abenteuer von Freddy Lombard, kurz Freddy Lombard ist eine Comicserie des französischen Comiczeichners Yves Chaland, die in den 1980er Jahren erschien. Sie ist im sogenannten Atomstil gezeichnet, einer Abwandlung von Hergés Ligne claire. In Band 3 bis 5 schrieb Yann die Szenarien.

## Handlung
In der Serie geht es um die namensgebende Hauptfigur Freddy Lombard und seine Freunde Dina und Sweep. Sie sind Abenteurer und waren schon in Afrika, in Marseille und beim Aufstand gegen die Sowjets in Budapest im Jahr 1956.

## Hauptfiguren
- Freddy Lombard:

Er ist der Held der Serie und auf der Suche nach einem abenteuerlichen Leben. Er mag Literatur und Bücher. Seine Freunde sind Dina und Sweep.
- Dina:

Sie ist die weibliche Hauptfigur in der Serie und 
voller Eleganz.
- Sweep:

Sweep ist treuer Freund und Begleiter Freddys. Er folgt Freddy in allen Situationen.

## Bände
Ein Großteil der Bände ist beim Carlsen Verlag erschienen. 
- 1981: Le testament de Godefroid de Bouillon
- 1984: Der Elefanten-Friedhof (frz. Le cimetière des éléphants)
- 1986: Der Komet von Karthago (frz. La comète de Carthage)
- 1988: Ferien in Budapest (frz. Vacances à Budapest)
- 1989: F. 52 (frz. F. 52)
- 2017: Gesamtausgabe

Außerdem erschien 2004 eine Sonderausgabe mit Skizzen und nicht veröffentlichten Zeichnungen von Yves Chaland.

## Hintergrund
Freddy Lombard hat eine sehr starke Ähnlichkeit mit Tim aus Tim und Struppi. Ursache ist vermutlich, dass der auftraggebende Verlag Le Lombard, der auch der Figur seinen Namen gibt, der Herausgeber des Magazins Tintin war, in dem Tim und Struppi Abenteuer erschienen.
Außerdem ist die Serie im sogenannten Atomstil, einer Abwandlung der Ligne claire (z. B. Tim und Struppi von Hergé), gezeichnet. Der Atomstil beschränkt sich aber visuell auf die 1950er Jahre.